# Mylochromis ensatus
Mylochromis ensatus är en fiskart som beskrevs av Turner och Howarth 2001. Mylochromis ensatus ingår i släktet Mylochromis och familjen Cichlidae. Inga underarter finns listade i Catalogue of Life.